# 10x25mm ノーマ・オート弾

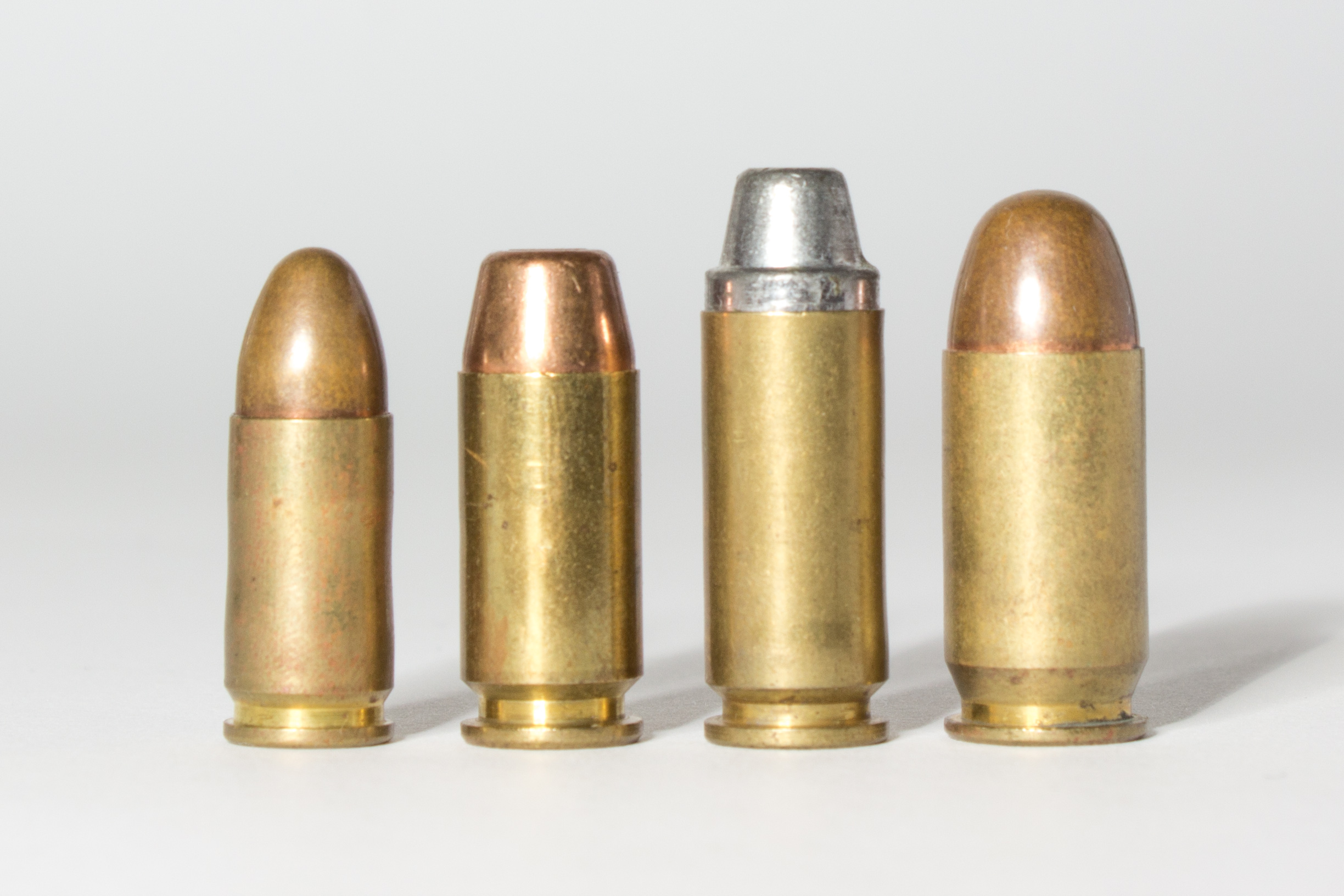
左から右へ: 9mm パラベラム、40 S&W、10mm オート、45 ACP

10x25mm ノーマ・オート弾（英: 10x25mm Norma Auto）、もしくは10mm オート弾（英: 10mm Auto）は、アメリカで開発された拳銃用弾薬である。呼称としては、後者の方が一般的である。

## 概要

### 開発経緯
1980年代、当時のアメリカの都市圏は小銃等、強力な武装を所持した犯罪者が増加し、それに伴う事件が横行しており、それに対抗する当時の警察官が使用していたリボルバー用の.38スペシャル弾や、この頃から流行り始めた自動拳銃用である9x19mmパラベラム弾等の9mm口径の拳銃用弾薬では、威力不足であるとの噂や偏見が広まり、使用する事が敬遠される様になった。しかし、当時よりアメリカで人気のあった.45ACP弾は、弾薬自体のサイズから、装弾数は少なくなってしまう。そこで9x19mm パラベラム弾を上回り、.45ACP弾に匹敵する強力なストッピングパワー（阻止力）を備え、尚且つ同弾薬よりマガジンの装弾数を多く出来る様な弾薬とそれを使用する新拳銃が求められた。
そして本弾薬は、カリフォルニア州のドーナウス&ディクソン社による新拳銃、ブレン・テンの開発と並行して、1983年に銃器専門家である元アメリカ海兵隊員、ジョン・ディーン・ジェフ・クーパーによって、薬莢は.30レミントン弾の物をベースに設計・開発され、スウェーデンのFFV ノーマ AB社によって生産される事となった。
しかし、当初は長らく生産を行うメーカーがノーマ社のみであった事から、民間市場では中々浸透せず、対人用としては、威力に比例した強烈な反動から、やや扱いづらいカートリッジで、射撃の度に使用する拳銃自体にも大きな負担をかける事から、成功したとは言いづらかった。
しかしながら、その高いパワーと精度から、中型動物に対する狩猟用、もしくはタクティカル用としての需要は大きくなっており、アメリカでは多くの州でオジロジカに対しての狩猟で合法的に使用出来る。

## 性能
運動エネルギー（威力）は、.357マグナム弾の平均値よりもやや高く、.41レミントン・マグナム弾よりは低い程度で、装薬の多さから非常に高圧である事から拳銃用弾薬としては強力なパワーと初速性能を有しており、弾道に関してはあまり弧を描かずフラットな弾道（平射）を描き、100ヤードの距離を飛翔しても、.45ACP弾よりも多くの運動エネルギーを維持出来る。

## 派生型
- .40S&W弾
- 9×25mm ディロン弾
- 9×25mm スーパー・オート G弾
- .357SIG弾
- .224 ボズ弾（第一世代）

## 使用国
アメリカ合衆国
連邦捜査局（FBI）は、1986年に起きたマイアミ銃撃事件を切っ掛けにそれまで使用していた9x19mm パラベラム弾に対して不信感を抱く様になり、この10mmオート弾と、本弾薬を使用するS&W M1076、H&K MP5/10を1990年に同組織の人質救出チームとSWATが採用したが、後に反動のより小さい.40S&W弾に更新された。
 デンマーク
デンマーク北極軍の哨戒部隊であるシリウス犬ぞり哨戒隊（Slædepatruljen SIRIUS）にて、任務中に北極熊に遭遇した際の自己防衛用である10mmピストルの弾薬として採用している。